# Wiserite
La wiserite è un minerale.